# Uncial 0315
El Uncial 0315 es un manuscrito uncial griego del Nuevo Testamento. Según la paleografía, el uncial data del siglo IV y V. En este manuscrito se encuentra una parte del Evangelio de Marcos y se puede apreciar en el Corpus Christi College (Cambridge), institución educativa que forma parte de la Universidad de Cambridge, Inglaterra.

## Descripción
El códice contiene pequeños fragmentos de texto del Evangelio de Marcos 2:9.21.25; 3:1-2, en una de las hojas del pergamino. El tamaño original de la hoja es de 29 y 20 centímetros.
El texto está escrito en dos columnas por página, en caligrafía uncial de diminuto tamaño.
Se encuentra en el Christopher De Hamel Collection (Gk. Ms 5) del Corpus Christi College (Cambridge) de la Universidad de Cambridge, Inglaterra. Fue fotografiado por el Centro de Estudio de los Manuscritos del Nuevo Testamento (CSNTM) en 2008.